# NGC 5789
NGC 5789 est une petite galaxie spirale barrée de type magellanique située dans la constellation du Bouvier. Sa vitesse par rapport au fond diffus cosmologique est de 1 966 ± 11 km/s, ce qui correspond à une distance de Hubble de 29,0 ± 2,0 Mpc (∼94,6 millions d'al). NGC 5789 a été découverte par l'astronome germano-britannique William Herschel en 1802.
La classe de luminosité de NGC 5789 est IV-V et elle présente une large raie HI.

## Supernova
La supernova SN 2003dl a été découverte dans NGC 5789 le 31 mars 2003 par J. Graham et W. Li dans le cadre du programme conjoint LOTOSS/KAIT de l'observatoire Lick et The Katzman Automatic Imaging Telescope de l'université de Californie à Berkeley. Le type de cette supernova n'a pas été déterminé.

## Groupe de NGC 5798
Selon A. M. Garcia, NGC 5789 fait partie du groupe de NGC 5798, un trio de galaxies. Les deux autres galaxies du trio sont NGC 5798 et UGC 9597.